# Маріанський рух священників
Маріанський рух священиків (МРС) — католицький рух духовенства та мирян, засноване італійським священиком о. Стефано Гоббі в 1972 році. За даними МРС, до його складу входять понад 400 католицьких кардиналів та єпископів, понад 100 000 католицьких священиків та кілька мільйонів мирян-католиків по всьому світу.

## Заснування
8 травня 1972 р. Отець Гоббі, італійський священик з Мілану, був у паломництві в Фатіма, Португалія, і молився в санктуарії Матері Божої Фатімської за деяких священиків, які залишиле своє покликання і планували протестувати проти римо-католицької церкви. Того дня він повідомив про своє перше внутрішнє натхнення від Діви Марії. Отець Гоббі повідомив, що внутрішній голос побудив бути впевненому в культі Непорочного Серця Марії і зібрати тих священиків, які захочуть посвятити себе Непорочному Серцю Марії та бути міцно з'єднаними з Папою та Католицькою Церквою. За словами отця Гоббі, він молився до Діви Марії для підтвердження внутрішнього голосу, яке він отримав пізніше, у травні 1972 р. під час молитви в Церкві Благовіщення в Назареті.
Після консультацій зі своїм духівником у жовтні 1972 року він та два інших священика зустрілися в церкві в Джера-Ларіо в Комо, Італія, і опублікували повідомлення про рух у деяких католицьких та місцевих газетах. У вересні 1973 року двадцять п'ять із вісімдесяти католицьких священиків, які до цього часу приєдналися до руху, провели перше національне зібрання МРС у Сан-Вітторіно поблизу Риму. Починаючи з 1974 року, отець Гоббі почав проводити молитовні зібрання для священиків, та католиків взагалом.
Зараз МРС базується в Мілані, Італія, з філіями по всьому світу. Маріанський рух священиків у США був заснований у 1975 році та базується у Сент-Френсіс, штат Мен.

## Посібник
У липні 1973 р. Отець Гоббі почав записувати свої внутрішні натхнення як повідомлення, які він приписував Діві Марії. Повідомлення від липня 1973 до грудня 1997 року були опубліковані в книзі: «До моїх улублених синів — священників». Ці повідомлення тепер фактично стали посібником МРС.
У книзі 604 повідомлення, вони були записані протягом 24 років життя о. Гоббі. В книзі є дати (а інколи і місця) повідомлень, і, таким чином, це також є посібником у подорожах отця Гоббі, коли він проводить молитовні зібрання.
Більшість повідомлень мають трохи материнський тон, і вони часто просять вірних слідувати за Ісусом і не відступати від Його шляху. Наприклад, повідомлення № 110 від 25 вересня 1976 р. Застерігає від розбавлення слів Євангелія та створення «власного Євангелія своїми словами», замість того щоб слідувати справжньому вченню Ісуса. Христа.
Повідомлення від липня 1973 до грудня 1997 р. Були опубліковані в книзі: «До моїх улублених синів — священників». Кардинал Бернардіно Ехеверрія Руїс (англ. Bernardino Echeverría Ruiz), кардинал Ігнатій Мусса I Дауд і кардинал У Чэнь Чжун, Йоан Батіст Ву (анг.John Baptist Wu) надали Імпріматур (англ.Imprimatur) для книги о. Стефано Гоббі.

## Реакція Ватикану
Реакція Святого Престолу була обережною. У жовтні 1994 р. Архієпископ Агостіно Каккіавіллан (англ.Agostino Cacciavillan) написав листа, в якому заявив, що деякі члени Конгрегації доктрини віри у Ватикані повідомили йому, що на їхню думку натхнення отця Гоббі — це його власні медитації, а не послання від Діви Марії. З цією метою отця Гоббі попросили називати його повідомлення радше як власні медитації, а не повідомлення Діви Марії. Але отець Гоббі сказав, що не може, з читим сумлінням, зробити це, оскільки вважає, що повідомлення є справжніми внутрішніми натхненнями, і він шукав подальших роз'яснень у Святого Престолу.
На сьогоднішній день не існує офіційної інформації про те, що Конгрегації доктрини віри займає якусь офіційну позицію щодо послань отця Гоббі. Тому МРС продовжує регулярно проводити зустрічі в Римі з дозволу і за участю католицьких кардиналів та єпископів, які приписують ці повідомлення Діві Марії.
Папа Йоан Павло II, який  дуже шанував культ Богородиці, щорічно протягом декількох років зустрічався та проводив Месу разом з отцем Гоббі в його приватній папській каплиці у Ватикані. У листопаді 1993 р. Папа Іван Павло II також надав офіційне папське благословення для американського відділення МРС у Сент-Френсіс, штат Мен, але не запропонував імпріматур (англ.Imprimatur) для книги.

## Духовні цінності
Фундаментальна концепція МРС на сьогодні залишається такою ж як і базова концепція, виражена в початковому натхненні, про яке о. Гобі повідомив 8 травня 1972 року у Фатімі, Португалія. Концепція полягає у заохоченні священиків та мирян до єдності з Папою через Непорочне Серце Марії, для зміцнення Католицької Церкви.
Три основні духовні цінності МРС формально виражені в положеннях 21, 23 і 24 о. Гобі, це особисте посвячення Непорочному Серцю Марії, єдність і відданість Папі Римському, а також спонукання вірних довіряти Богородиці.
МРС не має своєї окремого вчення для посвячення Непорочному Серцю Марії, але покладається на загальне вчення про освячення, яке надає Святий Престол, та традиційну католицьку повсяту Непорочному Серцю. Концепція єдності та відданості Папі Римському також включає ідею повернення до оригінальних божественного вчення Ісуса Христа, які МРС вважає розбавленими сучасним людським тлумаченням та численним раціоналізаціям. Концепція привести вірних до Діви Марії, виражена у повідомленні № 25 від 1 листопада 1973 року, в якому священиків просять зібрати навколо себе вірнян як «непереможний загін», щоб слідувати шляхом Ісуса Христа.
МРС робить особливий акцент на силі молитви Святого Розарію та Адоріції (поклоніння Пресвятим Дарам) як ефективного засобу зміцнення Церкви.

## Сенакулум (молитовні зустрічі)
Молитовні зустрічі МРС називають «Сенакулум», за назвою світлиці, де збиралися апостоли після Вознесіння (ДІяння апостолів 1:13-14).
Вони покликані молитися до Ісуса через посередництво Діви Марії, оскільки саме через неї народилася Церква, Тіло Христове. Вони також полюбляють після кожного десятка Розарію включати дві молитви: Акт любові «Ісус, Марія та Йосип! Ми любимо вас! рятуйте душі! Ми пропонуємо кожне серцебиття та кожне дихання як тисячу актів любові» (англ."Jesus, Mary, and Joseph! We love you! Save souls! We offer up every heartbeat and every breath as a thousand Acts of Love") та молитву до Святого Духа «Прийди Святий Духу, за наймогутнішим заступництвом твоєї улюбленої нареченої, Непорочного Серця Марії» (англ."Come Holy Spirit, by the most powerful intercession of your dearly beloved spouse, the Immaculate Heart of Mary").Крім того, під час молитовного зібрання вони повинні р особисто посвятити себе Марії.
Отець Гоббі проводив молитовні зібрання на кожному континенті. 2-го червня 1978 р. На молитовному зібранні, що проходило в місті Оїта, Японія, було лише декілька священиків та монахинь, в той час як 27 листопада 1994 року у Мехіко, на міському стадіоні, у молитві взяли участь 20 000 людей.